# Muhamet Kapllani
Muhamet Ismail Kapllani (ur. 6 lipca 1943 w Kavajë) – albański polityk i dyplomata, minister spraw zagranicznych w 1991 w rządach Fatosa Nano i Ylli Bufiego.

## Życiorys
W 1966 ukończył studia anglistyczne na Uniwersytecie w Pekinie. W latach 1966–1974 kierował katedrą anglistyki na Uniwersytecie Tirańskim. W latach 1972–1974 pełnił funkcję prodziekana na Wydziale Języków Obcych Uniwersytetu Tirańskiego. W latach 1974–1978 pracował w albańskiej misji dyplomatycznej przy Organizacji Narodów Zjednoczonych. W latach 1984–1990 pełnił funkcję wiceministra spraw zagranicznych, w 1991 objął stanowisko kierownika tego resortu. W tym samym roku w imieniu Albanii przyjął zasady Karty Paryskiej i ustalenia Aktu Helsińskiego Konferencji Bezpieczeństwa i Współpracy w Europie. Pozwoliło to Albanii na wydobycie się ze stanu izolacji międzynarodowej, trwającego od lat 60. XX wieku. W marcu 1991 odwiedził Waszyngton, gdzie podpisywał umowę o przywróceniu stosunków dyplomatycznych Albanii ze Stanami Zjednoczonymi. W czerwcu 1991 prowadził rozmowy z Andonisem Samarasem na Korfu dotyczące normalizacji stosunków grecko-albańskich.
W latach 90. współpracował z fundacją międzynarodową działającą w Waszyngtonie. W latach 2002–2007 pełnił funkcję doradcy d.s. polityki międzynarodowej prezydenta Alfreda Moisiu. Jest autorem kilku podręczników do nauki języka angielskiego.

## Publikacje
- 1970: Spoken english: first year
- 1971: Albania to - day: topics for oral class
- 1972: Fjalor themelor anglisht-shqip (Słownik podstawowy angielsko-albański, wspólnie z Ylvi Bashą).
- 1972: Translation course